# Schilf-Bürstenspinner
Der Schilf-Bürstenspinner oder Gelbbein (Laelia coenosa) ist ein Schmetterling (Nachtfalter) aus der Unterfamilie der Trägspinner (Lymantriinae) innerhalb der Familie der Eulenfalter (Noctuidae).

## Merkmale
Die Falter erreichen eine Flügelspannweite von 35 bis 50 Millimetern. Die Männchen haben hell ockerfarbene Vorderflügel, die etwas hellere Bereiche aufweisen. Manchmal haben sie am Vorderflügelrand dunkle Punkte. Die Vorderflügel der Weibchen sind, gleich, wie ihre Hinterflügel rein weiß. Die Hinterflügel der Männchen sind etwas heller, als ihre Vorderflügel. Auffällig ist, dass bei beiden Geschlechtern die Beine deutlich gelb gefärbt sind, weswegen sie auch Gelbbein genannt werden. Die Fühler der Männchen sind groß und stark gekämmt.
Die Raupen werden ca. 45 Millimeter lang. Sie haben einen schlanken Körperbau und sind gelblich grün gefärbt, können aber auch orange oder schwarze Zeichnungselemente haben. Sie haben viele Haarbüschel mit langen, gelben Haaren. Darüber hinaus tragen sie auf den Segmenten vier bis sieben dichte, gelborange gefärbte Bürsten. Am elften Segment tragen sie weiters einen nach hinten gerichteten und seitlich am ersten Segment je einen weiteren nach vorne gerichteten längeren, dünnen und dunklen Haarbüschel.

## Vorkommen
Die Falter kommen vor allem im Südosteuropa vor. In und um Mitteleuropa kommen sie nur punktuell verbreitet vor, wie z. B. um den Neusiedler See, im östlichen Norddeutschland, in der Poebene und in der Camargue. Sie leben am Rande von Gewässern oder auch in Mooren und anderen Feuchtgebieten mit großen Schilf- und Seggenbeständen.

## Lebensweise
Die Falter werden von künstlichem Licht angelockt, dabei handelt es sich aber vor allem um Weibchen.

### Nahrung der Raupen
Die Raupen ernähren sich vor allem von Schilfrohr (Phragmites australis) und auch von anderen Süß- und Sauergräsern, wie z. B. Binsenschneide (Cladium mariscus), Schwingel (Festuca) und Seggen (Carex).

### Flug- und Raupenzeiten
Die Falter fliegen in einer Generation von Ende Juli bis Ende August, die Raupen findet man von September und nach der Überwinterung bis Juni. Im wärmeren Süden fliegt eine zweite Generation zwischen August und September.

## Entwicklung
Die Weibchen legen ihre zylindrischen, flachen Eier in Reihen an Gräsern ab. Die daraus schlüpfenden Raupen sitzen frei auf den Pflanzen, weswegen man sie leicht entdecken kann. Nach einer Überwinterung verpuppen sie sich in einem ovalen, gelblichen Kokon, in den die Raupenhaare eingesponnen sind, auf ihren Futterpflanzen. Am vorderen Ende des Kokons finden sich die dunklen, langen Haare wieder, die dort die Ausschlupfreuse bilden.

## Gefährdung und Schutz
- Rote Liste BRD: 2 (stark gefährdet).[4]